# Теаринибаи
Теаринибаи (англ. Tearinibai) — деревня на острове Нотоуа атолла Тарава, архипелаг Гилберта. Теаринибаи входит в муниципалитет Северная Тарава, Республика Кирибати.

## География и экология
Площадь Теаринибаи составляет 0,52 км². Сама деревня расположена в самом узком месте острова Нотоуа. Именно в густых водорослевых зарослях в прибрежной зоне Теаринибаи после Второй мировой войны впервые был обнаружен моллюск Anadara uropigimelana, который быстро превратился в важный ресурс для населения всего атолла Тарава. Мясо моллюска употребляют в  пищу, а раковины используют для поделок и в хозяйстве.
Одной из важных проблем Теаринибаи является недостаток пресной воды. Основным источником является водяная линза, сформированная в толще острова Нотоуа. Добыча воды увеличивается и если в 1993 году она составила 250 м³ в день, то в 2003 достигла 300 м³/день. При этом дебит воды в линзе в зависимости от сезона и климата колеблется от 100 до 300 м³/день.
| Показатель                     | Янв. | Фев. | Март | Апр. | Май  | Июнь | Июль | Авг. | Сен. | Окт. | Нояб. | Дек. | Год  |
| ------------------------------ | ---- | ---- | ---- | ---- | ---- | ---- | ---- | ---- | ---- | ---- | ----- | ---- | ---- |
| Средний максимум, °C           | 31,1 | 31,2 | 31,3 | 31,4 | 31,4 | 31,5 | 31,6 | 31,6 | 31,4 | 31,8 | 31,7  | 31,5 | 31,5 |
| Средний минимум, °C            | 24,5 | 25,0 | 25,3 | 25,4 | 25,7 | 25,5 | 25,6 | 25,7 | 25,7 | 25,5 | 25,4  | 25,1 | 25,4 |
| Норма осадков, мм              | 272  | 201  | 188  | 183  | 163  | 137  | 157  | 122  | 89   | 89   | 102   | 203  | 1905 |
| Источник: World Weather Online |      |      |      |      |      |      |      |      |      |      |       |      |      |

## Население
| 1992 | 2000 | 2005 | 2010 | 2015 |
| ---- | ---- | ---- | ---- | ---- |
| 450  | ↘221 | ↗317 | ↘297 | ↘277 |

| год  |       | Общее | <1 | 1  | 2 — 5 | 6 — 14 | 15 — 17 | 18 — 49 | 50 — 60 | 70+ |
| ---- | ----- | ----- | -- | -- | ----- | ------ | ------- | ------- | ------- | --- |
| 2005 | Всего | 317   | 6  | 10 | 32    | 78     | 17      | 129     | 34      | 11  |
| 2010 | Всего | 297   | 10 | 6  | 37    | 59     | 17      | 118     | 44      | 6   |
| 2010 | Муж.  | 150   | 7  | 2  | 17    | 26     | 11      | 60      | 24      | 3   |
| 2010 | Жен.  | 147   | 3  | 4  | 20    | 33     | 6       | 58      | 20      | 3   |
| 2015 | Всего | 277   | 7  | 7  | 28    | 51     | 19      | 113     | 46      | 6   |
| 2015 | Муж.  | 129   | 2  | 4  | 16    | 20     | 9       | 51      | 27      | -   |
| 2015 | Жен.  | 148   | 5  | 3  | 12    | 31     | 10      | 62      | 19      | 6   |

В 1992 году в Теаринибаи проживало 450 человек (280 мужчин и 170 женщин). В 63 хозяйствах было 9 мотоциклов, 4 лодки и 40 радиоприёмников. Ни автомобилей, ни телевизоров у жителей не было. 63 жителя занимались рыболовством и сельским хозяйством, 15 работали в государственных и муниципальных службах. В деревне находилось три общественных здания манеабы. Электричество вырабатывали три дизельных генератора. Выработанная электроэнергия использовалась в первую очередь для холодильников, хранящих рыбу. Все 63 домашних хозяйства и 6 общественных зданий имели электрическое освещение.
Дети из деревни учатся в начальной школе BT Uekeraa (1°35′54″ с. ш. 172°58′02″ в. д.), расположенной на пути в деревню Буарики, расположенную севернее.
В Теаринибаи находится медицинский пункт — один из пяти, расположенных в Северной Тараве. Также в деревне находится церковь Иисуса Христа Святых последних дней (англ. Church of Jesus Christ of Latter-day Saints).